# Cementiri de Montornès de Segarra
El Cementiri de Montornès de Segarra és una obra de Montornès de Segarra (Segarra) inclosa a l'Inventari del Patrimoni Arquitectònic de Catalunya.

## Descripció
Situat als afores del nucli urbà, dalt d'un turó, està aïllat de qualsevol habitatge, al ben mig d'una esplanada. De planta quadrada, té una torre a cada angle i una per sobre de la porta d'accés. La teulada que envolta el perímetre del recinte, protegint els seus nínxols, és a doble vessant amb rajola i teules. El recinte es construeix segons els paràmetres eclèctics de l'època, basats amb la barreja d'estils. Així doncs, ens trobem que juntament amb la portalada d'entrada gòtica, emmarcada amb un arc apuntat que flanqueja l'entrada a l'interior del recinte, les torres estan cobertes a la manera de les pagodes orientals (doble coberta amb teules i rajola). Es tracta d'una obra d'estil modernista de finals del segle xix (1895-1896).
A l'interior del recinte, un camí ens portarà fins a la capella del cementiri, partint l'espai interior simètricament. A la façana exterior de la capella també s'evidencia un clar eclecticisme; la portalada, és d'estil neoclàssic amb elements neogòtics; aquests últims els trobem al timpà. L'interior de la capella és d'estil neogòtic amb arcs apuntats, volta de creueria i la clau decorada amb motius vegetals. Als baixos de la capella hi ha el panteó familiar de la família Balcells.
Respecte a l'ús dels materials dins de l'apartat decoratiu, podem observar la utilització de nous materials com poden ser el ferro (columnes interiors), la forja (porta d'entrada al recinte) o el vidre (porta d'entrada a la capella), entre d'altres.

## Història
Josep Balcells, nat al poble, va marxar a l'Havana on es va fer ric i a la seva tornada va ser diputat per Tarragona. Per millorar el poble va pagar la construcció de les escoles i d'un cementiri nou, regalant a cada família del poble una renglera de nínxols.
Les despeses de l'edificació, que començà l'any 1896, foren sufragades per Joan Balcells i Cortada. L'obra va ser construïda segons els plànols de l'arquitecte Torné de Cervera.